# Grace Latz

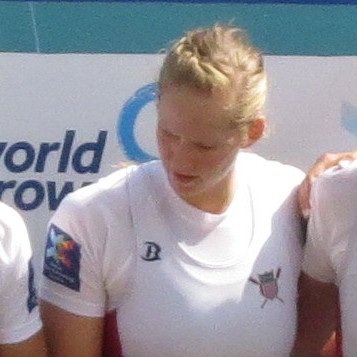
Grace Latz

Grace Latz (* 21. Februar 1988 in Jackson, Michigan) ist eine US-amerikanische Ruderin und Weltmeisterin 2015 im Vierer ohne Steuerfrau.
Grace Latz begann 2006 an der University of Wisconsin mit dem Rudersport, nach ihrem Abschluss 2011 blieb sie dem Rudern treu. Seit 2014 gehört sie zur US-Nationalmannschaft. Bei den Weltmeisterschaften 2014 gewann der US-Doppelvierer mit Grace Latz, Tracy Eisser, Olivia Coffey und Felice Mueller die Bronzemedaille hinter den Deutschen und den Chinesinnen. 2015 ruderte Grace Latz im Ruder-Weltcup im Doppelvierer, bei den Weltmeisterschaften 2015 siegte sie im nichtolympischen Vierer ohne Steuerfrau zusammen mit Kristine O’Brien, Adrienne Martelli und Grace Luczak. Für den Doppelvierer bei den Olympischen Spielen 2016 nominierte der US-Ruderverband Tracy Eisser und Megan Kalmoe aus dem Weltmeisterboot im Doppelvierer von 2015 sowie Grace Latz und Adrienne Martelli. Dieser Doppelvierer belegte im olympischen Finale den fünften Platz.